# Mongolia ai XXIV Giochi olimpici invernali
La Mongolia ha partecipato ai XXIV Giochi olimpici invernali, che si sono svolti dal 4 al 20 febbraio 2022 a Pechino in Cina, con una delegazione composta da due atleti: Batmönkhiin Achbadrakh e Ariunsanaagiin Enkhtuul.
Entrambi sono stati portabandiera nella cerimonia di apertura, mentre Batmönkhiin Achbadrakh lo è stato anche nella cerimonia di chiusura.

## Delegazione
| Sport        | Uomini | Donne | Totale |
| ------------ | ------ | ----- | ------ |
| Sci di fondo | 1      | 1     | 2      |
| Totale       | 1      | 1     | 2      |

## Risultati

### Sci di fondo
| Atleta                  | Evento                           | Qualificazioni | Qualificazioni | Quarti di finale | Quarti di finale | Semifinali      | Semifinali      | Finale          | Finale          |
| Atleta                  | Evento                           | Tempo          | Pos.           | Tempo            | Pos.             | Tempo           | Pos.            | Tempo           | Pos.            |
| ----------------------- | -------------------------------- | -------------- | -------------- | ---------------- | ---------------- | --------------- | --------------- | --------------- | --------------- |
| Batmönkhiin Achbadrakh  | Sprint maschile                  | 3'11"60        | 77º            | non qualificato  | non qualificato  | non qualificato | non qualificato | non qualificato | non qualificato |
| Ariunsanaagiin Enkhtuul | Sprint femminile                 | 3'58"25        | 79ª            | non qualificata  | non qualificata  | non qualificata | non qualificata | non qualificata | non qualificata |
| Atleta                  | Evento                           | Tempo          | Tempo          | Tempo            | Distacco         | Distacco        | Distacco        | Posizione       | Posizione       |
| Batmönkhiin Achbadrakh  | 15 km tecnica classica maschile  | 43'29"9        | 43'29"9        | 43'29"9          | +5'35"1          | +5'35"1         | +5'35"1         | 65º             | 65º             |
| Ariunsanaagiin Enkhtuul | 10 km tecnica classica femminile | 37'02"5        | 37'02"5        | 37'02"5          | +8'56"2          | +8'56"2         | +8'56"2         | 85ª             | 85ª             |